# Criva (stacja kolejowa)
Criva (ukr. Крива) – stacja kolejowa w miejscowości Criva, w rejonie Bryczany, w Mołdawii. Położona jest na linii Czerniowce – Ocnița.
Stacja nie ma bezpośredniego połączenia z mołdawską siecią kolejową. Obsługiwana jest przez koleje ukraińskie.